# Derecho laboral de Venezuela
El derecho laboral de Venezuela o derecho del trabajo es la rama del Derecho venezolano que regula las relaciones jurídicas entre el patrono y los trabajadores así como la actividad de los sindicatos y la actuación del Estado. Se entiende por trabajo toda actividad llevada a cabo por el hombre, sea a través de un esfuerzo físico o intelectual, dirigida a la producción, modificación o transformación de bienes y servicios, que reúna las tres características siguientes:  ajenidad (los frutos del trabajo son para otro), dependencia (por cuenta ajena) y retribución (a cambio de un salario).
Su ámbito de aplicación rige a toda persona natural o jurídica que labore en Venezuela, sin importar su nacionalidad, así como el trabajador que ha sido contratado en el exterior (si este ha sido contratado en Venezuela). Los cuerpos armados, y los funcionarios públicos, no entran en dicho régimen ya que estas poseen sus propias leyes especiales. En cuanto a sus autoridades competentes, todo lo referente a disposiciones en materia laboral es competencia exclusiva de la Asamblea Nacional o el Poder Ejecutivo Nacional.

## Historia
El Derecho laboral venezolano propiamente dicho nace con la promulgación de la primera ley del trabajo del 23 de julio de 1928, que permitió superar las disposiciones del Código civil sobre el arrendamiento de servicio que regía las relaciones laborales, afianzandose esta con la ley del trabajo del 16 de julio de 1936, la cual estableció un conjunto sustantivo de normas para regular los derechos y obligaciones derivados del hecho social del trabajo.

### Constitución
- Art. 87: Recoge el derecho al trabajo.
- Art. 88: Recoge la igualdad de género en el ejercicio del derecho de trabajo.
- Art. 89: Recoge la protección que brinda el Estado al trabajo, así como las condiciones materiales, morales e intelectuales de los trabajadores. Además promueve el modelo social de Derecho como modelo de las relaciones laborales.

### Tratados internacionales
Los Tratados Internacionales firmados por Estado Venezolano son fuente de derecho en Venezuela. En el ámbito laboral cabe destacar los acuerdos de la Organización Internacional del Trabajo, así como, en aplicación subsidiaria los derechos fundamentales recogidos en varias cartas de derechos como la Declaración Universal de los Derechos Humanos.
- Síntesis de los Convenios Internacionales de Trabajo Ratificados por Venezuela.

### Leyes laborales

#### Leyes orgánicas
- Ley Orgánica del Trabajo, los Trabajadores y las Trabajadoras.
- Ley Orgánica Procesal del Trabajo.
- Ley Orgánica del Sistema de Seguridad Social.
- Ley Orgánica de Prevención, Condiciones y Medio Ambiente de Trabajo.

#### Leyes especiales
- Ley Especial para la Dignificación de Trabajadoras y Trabajadores Residenciales.
- Ley Especial de Asociaciones Cooperativas.

#### Leyes
- Ley del INCES.
- Ley del Seguro Social.
- Ley de Servicios Sociales.
- Ley de Alimentación para los Trabajadores y las Trabajadoras.
- Ley del Régimen Prestacional de Empleo.
- Ley de Reforma de la Ley Sobre Condecoración “Orden al Mérito en el Trabajo”.

#### Reglamentos
- Reglamento Parcial de la Ley Orgánica del Trabajo, los Trabajadores y las Trabajadoras.
- Reglamento Parcial de la Ley Orgánica de Prevención, Condiciones y Medio Ambiente de Trabajo.
- Reforma Parcial del Reglamento de las Condiciones de Higiene y Seguridad en el Trabajo Decreto N° 1.564 (31/12/1.973), Decreto N° 1.290 (18/12/1.968).
- Reglamento de funcionamiento de las Juntas regionales y la Junta nacional para la asignación del grado de discapacidad por accidentes de trabajo y enfermedades ocupacionales.

#### Normas
- Norma Técnica del Programa de Seguridad y Salud en el Trabajo.
- Norma Técnica para Declaración de Enfermedad Ocupacional.
- Norma Covenin 2249 - 93 / Iluminancias en tareas y áreas de trabajo.
- Norma Covenin 2254 - 95 / Calor y Frío. Límites máximos permisibles de exposición en lugares de trabajo. (1.ª revisión).
- Norma Covenin 2237 - 89 / Ropa, Equipos y Dispositivos de Protección Personal.

### Convenios colectivos
Los convenios colectivos proceden de la negociación entre los empresarios o la patronal y los trabajadores o los sindicatos. Más exactamente derivan de la negociación colectiva entre los representantes de los trabajadores y los representantes de los empresarios. Puede haber convenios sectoriales, para un determinado ámbito laboral o convenios de empresa. En ellos se debe concretar ciertas disposiciones contenidas en las leyes de forma genérica, como la duración de la jornada o el nivel retributivo. Los convenios deben ser respetados como si de leyes se tratase.

## Clasificación

### Según sujetos pasivos
- Individual
- Colectivo

### Según derecho
- Derecho Sustantivo (Ley Orgánica del Trabajo, los Trabajadores y las Trabajadoras)
- Derecho Adjetivo (Ley Orgánica Procesal del Trabajo)

### Según instancia pública
- Sede Administrativa de la Inspectoría del Trabajo
- Sede Jurisdiccional de los Tribunales Laborales

## Principios
La Constitución, como norma suprema del Estado Venezolano, así como la Ley Orgánica del Trabajo, los Trabajadores y las Trabajadoras, recogen una serie de principios. Entre ellos cabe destacar:
- Principio de intangibilidad y progresividad (Art. 89 CRBV, Art. 18.2 LOTTT).
- Principio de irrenunciabilidad (Art. 89.2 CRBV, Art. 19 LOTTT).
- Principio de favor (Art. 89.3 CRBV, Art. 18.5 LOTTT).
- Principio de igualdad (Art. 89.5, Art. 20 y 21 LOTTT).
- Principio de no discriminación (Art. 89.5, Art. 20 y 21 LOTTT).
- Principio de continuidad (Art. 61 LOTTT).
- Principio de justicia social (Art. 1 LOTTT).
- Principio de primacía de la realidad sobre las formas o apariciencias (Art. 22 LOTTT).